# Перший Нікейський собор
Пе́рший Ніке́йський собо́р — вселенський собор християнської церкви, що відбувся 325 року у місті Нікея (нині Ізник, Туреччина). Собор скликано імператором Костянтином Великим для того, щоб поставити крапку в суперечці між єпископом Александром і Арієм. На соборі Папа Сильвестр був представлений двома легатами. У загальній кількості собор зібрав 318 єпископів і багато пресвітерів і дияконів, тривав більше двох місяців — і став першим вселенським Собором в історії християнства.

## Передумови
Євсевій вказував, що імператор Костянтин був розчарований церковною боротьбою на Сході між Олександром Александрійським й Арієм, і в посланні до них запропонував своє посередництво. У ньому він пропонував залишити цю суперечку. Подавачем цього листа імператор обрав єпископа Осію Кордубського, який, прибувши до м. Александрії, зрозумів, що питання насправді вимагає серйозного підходу до його вирішення. Оскільки на той час вимагало рішення також і питання про обчислення пасхалій, було прийнято рішення про проведення Вселенського собору.

## Події собору
Місцем скликання собору спочатку обрали м. Анкіру (сучасна Анкара) в Галатії, але врешті вибір зупинився на Нікеї — місті, що розташовувалося неподалік від імператорської резиденції. У місті знаходився імператорський палац, який надали для засідань і розміщення його учасників. Єпископи повинні були з'їхатися до Нікеї на 20 травня 325 року. Але офіційно імператор відкрив засідання собору лише 14 червня, а вже 25 серпня 325 року собор був закритий.
У той час на Сході було близько 1000 єпископських кафедр і близько 800 — на Заході. Таким чином, на соборі була присутня приблизно шоста частина вселенського єпископату.
На соборі був присутній імператор як слухач. За свідченням Євсевія Кесарійського імператор діяв як «примиритель». Дослідники назвали «головою» собору Осію Кордубського, який у списках учасників собору значився на 1-му місці; висловлювалися також припущення про головування Євстафія Антіохійського і Євсевія Кесарійського.
У першу чергу розглянули аріанське уявлення про релігію від Євсевія Нікомедійського. Що одразу ж було відкинуте більшістю,серед яких були Олександр Олександрійський, Осій Кордубський, Євстафій Антіохійський, Макарій Єрусалимський. Соборові був запропонований хрещальний символ Кесарійської Церкви, до якого, за пропозицією імператора Костянтина (ймовірно, від імені єпископів термін був запропонований Осіем Кордубським), була додана характеристика Сина «єдиносущного (грец. ομοούσιος) Отцеві», яка стверджувала, що Син є тим же самим Богом за суттю, що й Отець: «Бог від Бога». Зазначений «Символ віри» був затверджений 19 червня для всіх християн імперії, але не підписали його лівійські єпископи Феона Мармарікський та Секунд Птолемаїдський, котрі були видалені з собору і разом з Арієм відправлені на заслання. Під загрозою заслання свої підписи поставили навіть войовничі аріани Євсевій Нікомедійський і Теогніс Нікейський.
Собор також прийняв канони (правила), що стосуються різних питань церковної дисципліни.
Єпіфаній Кіпрський вказав, що у визначенні дня святкування Великодня відповідно до постанови I Вселенського Собору слід керуватися 3 факторами: повним місяцем, рівноденням, неділею.

## Постанови
Протокол Собору не зберігся, про рішення, ухвалені на цьому соборі відомо з пізніших джерел, у тому числі з діянь подальших Вселенських соборів.
- Собор засудив аріанство і затвердив постулат про єдиносутність Сина Отцеві і Його передвічне народження.
- Також було складено символ Віри із семи пунктів, що згодом стали називати Нікейським.
- Зафіксовані переваги єпископів чотирьох найбільших митрополій:
  - Римської,
  - Александрійської,
  - Антіохійської та
  - Єрусалимської (у 6-му й 7-му каноні).
- Собор також установив час святкування Великодня у першу неділю після першої повні після весняного рівнодення.
- Прийнято 20 канонів церковного життя[3]

Гомоусіанів на соборі очолювали александрійський патріарх Александр Александрійський, диякон Афанасій та Мірлікійський єпископ Миколай.